# Felix Kaufmann
Felix Kaufmann (geboren 4. Juli 1895 in Wien, Österreich-Ungarn; gestorben 23. Dezember 1949 in New York) war ein österreichisch-amerikanischer Rechtsphilosoph.

## Leben
Kaufmann studierte Rechtswissenschaft und Philosophie in Wien. Von 1922 bis 1938 war er als Privatdozent für Rechtsphilosophie in Wien tätig. Felix Kaufmann war Mitglied des Wiener Kreises. 1938 wurde die Lage für den jüdischen Wissenschaftler zu schwierig. Er wanderte in die USA aus, wo er bis zu seinem Tode als Professor für Rechtsphilosophie an der Graduate Faculty der New School für Social Research lehrte.

## Schriften (Auswahl)
- Logik und Rechtswissenschaft. Grundriss eines Systems der reinen Rechtslehre, 1922 (Neudruck: Scientia, Aalen 1966).
- Die Kriterien des Rechts. Eine Untersuchung über die Prinzipien der juristischen Methodenlehre, 1924.
- Die philosophischen Probleme der Lehre von der Strafrechtsschuld, 1929.
- Das Unendliche in der Mathematik und seine Ausschaltung, 1930 (2. Aufl. Wissenschaftliche Buchgesellschaft, Darmstadt 1968).
- Methodenlehre der Sozialwissenschaften, 1936 (Neuausgabe: Springer, Wien 1999, ISBN 3-211-83126-6).
- Wiener Lieder zu Philosophie und Ökonomie. Herausgegeben von Gottfried von Haberler und Ernst Helmstädter. Gustav Fischer, Stuttgart/Jena/New York 1992, ISBN 3-437-50354-5.